# Fabio Menghi
Fabio Menghi (Rimini, 1986. február 19. –) olasz motorversenyző, jelenleg a Superbike-világbajnokság tagja. Testvére, Omar Menghi szintén motorversenyző.

## Karrierje
2002-től különböző kategóriájú olasz motorversenyeken indult. 2010-ben tűnt fel először a Supersport-világbajnokság paddockjában, hazai versenyén, Misanóban állt rajthoz szabadkártyásként. 2012-től kezdve állandó tagja lett a Supersport világbajnokság mezőnyének, ahol azonban még dobogós helyezést sem ért el. Legjobb összetett helyezése pedig a 15. volt 2015-ből. Ennek ellenére 2016-ban a Superbike-világbajnokság mezőnyének lett tagja. Ez köszönhetően annak, hogy az apja, Fabio tulajdonában lévő istálló, a VFT Racing fellépett a kategóriába. A következő szezonban is néhány futamon rajthoz állt.

## Eredményei

### Teljes Supersport-világbajnokság eredménylistája
(Táblázat értelmezése)

(Félkövér: pole-pozícióból indult; dőlt: leggyorsabb kört futott) 

| Év   | Motor  | 1      | 2      | 3       | 4      | 5      | 6      | 7      | 8      | 9      | 10      | 11     | 12      | 13     | Helyezés | Pont |
| ---- | ------ | ------ | ------ | ------- | ------ | ------ | ------ | ------ | ------ | ------ | ------- | ------ | ------- | ------ | -------- | ---- |
| 2010 | Yamaha | AUS    | POR    | SPA     | NED    | ITA    | RSA    | USA    | SMR 17 | CZE    | GBR     | GER    | ITA     | FRA    | NC       | 0    |
| 2011 | Yamaha | AUS    | EUR    | NED     | ITA    | SMR    | SPA    | CZE    | GBR    | GER    | ITA DNS | FRA    | POR     |        | NC       | 0    |
| 2012 | Yamaha | AUS 15 | ITA Ki | NED Ki  | ITA 21 | EUR 24 | SMR Ki | SPA 14 | CZE 21 | GBR 22 | RUS 17  | GER Ki | POR Ki  | FRA 21 | 36.      | 3    |
| 2013 | Yamaha | AUS Ki | SPA 14 | NED DNS | ITA    | GBR    | POR 24 | ITA 15 | RUS C  | GBR 24 | GER 24  | TUR 16 | FRA DNS | SPA WD | 28.      | 3    |
| 2014 | Yamaha | AUS 9  | SPA 15 | NED 15  | ITA 6  | GBR Ki | MAL Ki | ITA 17 | POR 15 | SPA 17 | FRA Ki  | QAT 18 |         |        | 18.      | 20   |
| 2015 | Yamaha | AUS 15 | THA Ki | SPA 7   | NED 12 | ITA 12 | GBR Ki | POR 10 | ITA 6  | MAL 12 | SPA Ki  | FRA 20 | QAT 10  |        | 15.      | 44   |

### Teljes Superbike-világbajnokság eredménylistája
(Táblázat értelmezése)

(Félkövér: pole-pozícióból indult; dőlt: leggyorsabb kört futott) 

| Év   | Motor  | 1   | 1   | 2   | 2   | 3   | 3   | 4   | 4   | 5   | 5   | 6   | 6   | 7      | 7      | 8      | 8      | 9       | 9       | 10  | 10  | 11  | 11  | 12  | 12  | 13  | 13  | Helyezés | Pont |
| Év   | Motor  | R1  | R2  | R1  | R2  | R1  | R2  | R1  | R2  | R1  | R2  | R1  | R2  | R1     | R2     | R1     | R2     | R1      | R2      | R1  | R2  | R1  | R2  | R1  | R2  | R1  | R2  | Helyezés | Pont |
| ---- | ------ | --- | --- | --- | --- | --- | --- | --- | --- | --- | --- | --- | --- | ------ | ------ | ------ | ------ | ------- | ------- | --- | --- | --- | --- | --- | --- | --- | --- | -------- | ---- |
| 2016 | Ducati | AUS | AUS | THA | THA | SPA | SPA | NED | NED | ITA | ITA | MAL | MAL | GBR    | GBR    | ITA 18 | ITA 17 | USA DNS | USA DNS | GER | GER | FRA | FRA | SPA | SPA | QAT | QAT | NC       | 0    |
| 2017 | Ducati | AUS | AUS | THA | THA | SPA | SPA | NED | NED | ITA | ITA | GBR | GBR | ITA Ki | ITA Ki | USA    | USA    | GER     | GER     | POR | POR | FRA | FRA | SPA | SPA | QAT | QAT | NC*      | 0*   |

* Szezon folyamatban.